# Рохтас
32°57′45″ пн. ш. 73°35′20″ сх. д. / 32.96250° пн. ш. 73.58889° сх. д.
Рохтас — пенджабська фортеця, споруджедена Шер-шахом в 1541-43 роках на Великому колісному шляху для оборони землі Гавар від Хумаюна.

## Будова
Фортечні мури периметром 4 км, заввишки понад 18 м і товщиною до 12,5 м вважалися на ті часи неприступними. Колом розташовані 68 напівкруглих бастіонів та кілька масивних брам з пісковика.

## Історія
Фортеця Рохтас отримала назву на честь битви біля Рохтаса, в ході якої Шер-шах дощенту розбив моголів.
Через 10 років після смерті Шер-шаха комендант фортеці віроломно відкрив її браму Хумаюнові. Великі Моголи надавали Рохтасу велике значення і побудували за його зразком чимало фортечних споруд.
На початку XVIII ст. Рохтас втрачає своє військове значення, після розділу Британської Індії опиняється в межах Пакистану, 1997 року потрапляє до списку пам'яток Всесвітньої спадщини.